# Nagykanizsa Demons
A Nagykanizsa Demons egy megszűnt nagykanizsai amerikaifutball-csapat, a magyar amerikaifutball-bajnokság alapító tagja.

## A neve
A csapat hivatalos nevét ritkán használják, gyakoribb a Démonok megnevezés. Mérkőzés közben – az amerikaifutballban hagyományos Go („rajta!”) előtaggal használva – a Go Demons!-szal buzdítják a csapatot.

## Történelme
A nagykanizsai csapat 2005 elején alakult, színei a fekete–piros–fekete; az egyesület elnöke Mozsolics Ferenc. Az alapító ülést 2005. március 14-én tartották. Mostanra több, mint negyven tagot számlál; a létszám folyamatosan bővül, a tagok többsége volt sportoló. Nemsokára magukénak tudhatják a nagykanizsai Volán-Dózsa pályát (egykori focipálya), ahol igazi amerikaifutball-pályát alakítanak ki (kapukkal együtt). Rövid távú elképzelésük, hogy a magyar bajnokságban elindulnak, és dobogós helyig meg sem állnak. Hosszabb távú terveik közé tartozik az osztrák ligában való megmérettetés.
(forrás)

### Szezonok
- Nagykanizsa Demons a 2005-ös szezonban
- Nagykanizsa Demons a 2006-os szezonban
- Nagykanizsa Demons a 2007-es szezonban

## Eredmények
Note: W = Győzelem, L = Vereség
| Szezon | W | L | Eredmény                 | Rájátszás                                |
| ------ | - | - | ------------------------ | ---------------------------------------- |
| 2005   | 2 | 4 | MAFL 4. hely             | ARD7 Budapest Wolves ellen kikapott 72:2 |
| 2006   | 2 | 3 | MAFL 6. hely             | --                                       |
| 2007   | 0 | 4 | MAFL Divízió I. 5. hely  | --                                       |
| 2008   | 1 | 4 | MAFL Divízió I. 6. hely  | --                                       |
| 2009   | 2 | 2 | MAFL Divízió II. 9. hely | --                                       |

## MVPs – Most Valuable Players
- Horváth Zoltán, RB – vs. Zala Predators – 2006.04.29
- Őri Árpád, RB – vs. North Pest Vipers – 2006.10.21